# فهرست شرکت‌های هواپیمایی کره جنوبی
این فهرست شامل شرکت‌های هواپیمایی کره جنوبی است که اکنون فعال‌اند.

## شرکت‌های هواپیمایی مسافربری
| شرکت هواپیمایی  | تصویر | یاتا | ایکائو | فرودگاه‌های قطب                                     | توضیحات                   |
| --------------- | ----- | ---- | ------ | -------------------------------------------------- | ------------------------- |
| آئرو کی         |       | RF   | EOK    | فرودگاه بین‌المللی چئونگ‌جو                          |                           |
| ایر بوسان       |       | BX   | ABL    | فرودگاه بین‌المللی گیمهی                            | زیرمجموعه آسیانا ایرلاینز |
| ایر پرمیا       |       | YP   | APZ    | فرودگاه بین‌المللی اینچئون                          |                           |
| ایر سئول        |       | RS   | ASV    | فرودگاه بین‌المللی اینچئون                          | زیرمجموعه آسیانا ایرلاینز |
| آسیانا ایرلاینز |       | OZ   | AAR    | فرودگاه بین‌المللی گیمپو، فرودگاه بین‌المللی اینچئون |                           |
| ایستار جت       |       | ZE   | ESR    | فرودگاه بین‌المللی گیمپو                            |                           |
| ججو ایر         |       | 7C   | JJA    | فرودگاه بین‌المللی ججو، فرودگاه بین‌المللی اینچئون   | مؤسس ولیو الاینس          |
| ژین ایر         |       | LJ   | JNA    | فرودگاه بین‌المللی گیمپو، فرودگاه بین‌المللی اینچئون | زیرمجموعه کورین ایر       |
| کورین ایر       |       | KE   | KAL    | فرودگاه بین‌المللی گیمپو، فرودگاه بین‌المللی اینچئون | مؤسس اسکای‌تیم             |
| تی‌وی ایرلاینز   |       | TW   | TWB    | فرودگاه بین‌المللی گیمپو                            | هانسونگ ایر سابق          |

## شرکت‌های هواپیمایی باربری
| شرکت هواپیمایی        | تصویر | یاتا | ایکائو | فرودگاه‌های قطب                                    | توضیحات             |
| --------------------- | ----- | ---- | ------ | ------------------------------------------------- | ------------------- |
| ایر اینچئون           |       | KJ   | AIH    | فرودگاه بین‌المللی اینچئون                         |                     |
| آسیانا ایرلاینز کارگو |       | OZ   | AAR    | فرودگاه بین‌المللی گیمپو،فرودگاه بین‌المللی اینچئون |                     |
| کورین ایر کارگو       |       | KE   | KAL    | فرودگاه بین‌المللی گیمپو،فرودگاه بین‌المللی اینچئون | مؤسس اسکای‌تیم کارگو |